# میلدفورد (کنتیکت)
میلدفورد، کنتیکت (به انگلیسی: Milford, Connecticut) یک شهر در ایالات متحده آمریکا است که در شهرستان نیو هاون، کنتیکت واقع شده‌است.

## خصوصیات
میلدفورد ۶۷٫۷ کیلومترمربع مساحت و ۵۲٬۷۵۹ نفر جمعیت دارد.